# Луїза Кокс
Луїза Кокс (англ. Louise Howland King Cox; 1865—1945) — американська художниця-портретистка.

## Біографія
Народилася 23 червня 1865 рік в Сан-Франциско, штат Каліфорнія, у сім'ї Джеймса Кінга (англ. James King) та Анни Стотт (англ. Anna Stott). У 1870 році сім'я, в якій були ще дві дочки (Coursen і Mary), переїхала в Нью-Йорк. У 1872 році Анна Скотт подала на розлучення, посилаючись на жорстоке ставлення до неї чоловіка. У листопаді цього ж року Джеймс Кінг був засуджений за вбивство.
У 1880 році Луїза зі своєю старшою сестрою  Coursen  і молодшої  Mary  пішли вчитися до школи  Lucy McGuire  в місті  Dover , штат Нью-Джерсі. Потім вона стала вчитися в місцевій художній школі, жила з мамою і її сестрою Поліною. З фінансовою допомогою тітки вона навчалася в  Національної академії дизайну в Нью-Йорку. Через два роки залишила її і була зарахована в Лігу студентів-художників Нью-Йорка, де навчалася у Томаса Дьюінга. У Лізі студентів-художників Луїза Кокс зустріла викладача Кеньона Кокса, який згодом став її чоловіком.
З 1910 року великою родиною, включаючи її мати, Луїза жила в Нью-Йорці на  East 67th Street . Після смерті чоловіка вона подорожувала по світу, була в Італії і на Гаваях. З 1940 року безвиїзно жила в Нью-Йорку. Померла 11 грудня 1945 рік а в місті Уиндем, штат Коннектикут. Була кремований і прах розвіяний.
Протягом своєї діяльності Луїза Кокс завоювала багато призів, зокрема, бронзову медаль на  Паризькій виставці 1900 року і срібну медаль на Панамериканської виставці (англ. Pan-American Exposition) в Буффало.

### Сім'я
Чоловік — Кеньон Кокс, також художник, колишній учитель Луїзи. Вони познайомилися 30 червня 1892 рік а в Белмонте, штат Массачусетс, в будинку її тітки — Б. М. Джонс (англ. B. M. Jones). У січні 1892 року вони побралися, в квітні 1893 року у Луїзи стався викидень, і подружжя відплили до Європи на кораблі  SS Maasdam  з метою відпочинку. Потім у них народилося троє дітей — сини Леонард (рід. 1894) і Еллін (рід. 1896), а також дочка Керолайн (рід. 1898).

## Праці

Деякі праці
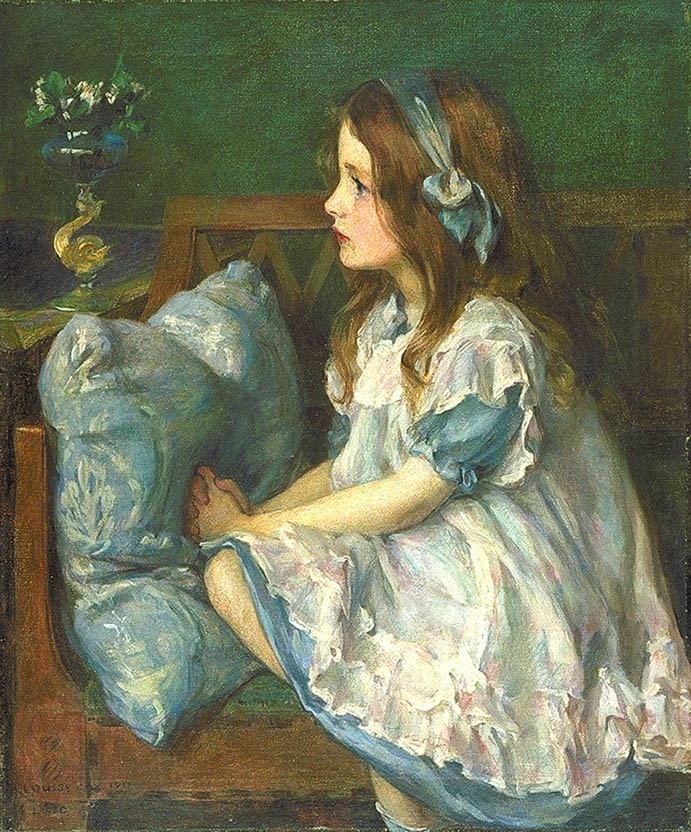
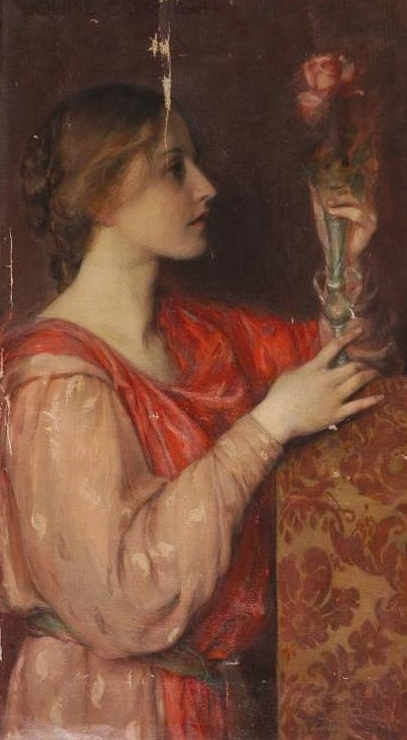